# Baekdu
Baekdu ili Paektu (korejski:Baekdusan, hangul : 백두산; hanja : 白頭山) ili Changbai Shan (tradicionalni kineski : 長白山地 ; pojednostavljeni kineski : 长白山地 ; pinyin : Chángbái Shāndì (chang2 bai2 shan1 di4) ; Wade-Giles : Ch'ang-pai Shan-ti) je vulkanska planina koja se nalazi na granici Kine i Sjeverne Koreje. Baekdu je najveća planina u planinskom lancu Čangbai na sjeveru i lanca Baekdudaegan na jugu. Baekdu je također najviša planina u Koreji. Visoka je 2.744 m.
Naziv Baekdu u prijevodu znači "planina bijele glave".
Na vrhu planine se nalazi kratersko jezero koje se zove Rajsko jezero.

## Vanjske poveznice
- Sjevernokorejska stranica  Arhivirana inačica izvorne stranice od 26. listopada 2008. (Wayback Machine)

- | Logotip Zajedničkog poslužitelja | Zajednički poslužitelj ima stranicu o temi Baekdu |